# 6-суточный бег
6-дневный бег — стандартная дистанция сверхмарафона, в котором каждый участник старается пробежать в течение 6 дней как можно большее расстояние.
Кроме 6-суточного бега существует также и 6-суточная ходьба.

## История
В 1870-х гг. 6-дневный бег стал популярным зрелищем. Он длился 142 часа; начинался вскоре после полуночи понедельника и заканчивался вечером в субботу, соблюдая викторианское воскресенье. В 1877 году до 70 000 зрителей купили билеты, чтобы посмотреть схватку скороходов. Для увеличения усилий спортсменов и чтобы заинтересовать зрителей, делали и другие виды 6-дневного сверхмарафона — «12 часов в день, 72 в неделю», 6x10 часов, 6x6 часов… Фактически это был уже этапный бег. Иногда был даже 7-дневный бег.

### Происхождение
Американец Эдвард Пейсон Вестон в 1867 году прошел из Портленда в Чикаго 2134 км (1326 миль) за 26 дней. Это принесло ему $10 000 и всеамериканскую славу.
После этого он попытался пройти 500 миль (804,5 км) менее чем за шесть дней, максимальный период времени, когда человек может заниматься деятельностью, не нарушая обязательств воскресенья. После нескольких неудач (май 430, сентябрь 326 и октябрь 436), Вестон добился своей цели на Washington St. Rink в Ньюарке в декабре 1874 года. Его время было 5 дней 23 часа и 38 минут. В общей сложности при этом присутствовало 6000 зрителей, в том числе мэр и начальник полиции.
Ему бросили вызов. В сентябре следующего года другой ходок, Даниэль О’Лири, пытался подражать Вестону на Западном катке в Чикаго. Он не сумел превзойти отметку Вестона, завершив 804,5 км (500 миль) за 153 часа (на одиннадцать часов превысив лимит времени), но это приблизило их будущие поединки.

### Вестон против О’Лири

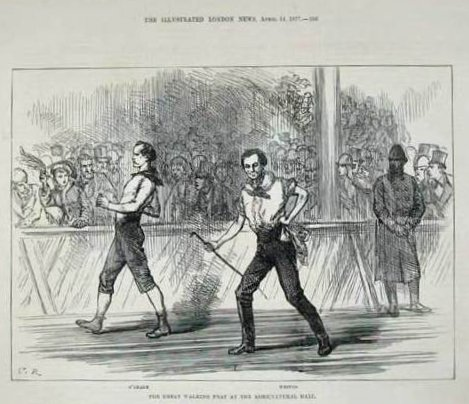
Эдвард Пейсон Вестон (справа) и Даниэль О’Лири в их борьбе в 1877 году в Холле Сельского хозяйства в Лондоне

Первое соревнование по 6-дневной ходьбе было проведено в Чикаго с 15 по 20 ноября 1875 года. Несмотря на то, что Вестон очень не хотел принять вызов, обвиняя своего соперника, что тот по-прежнему «очень зелёный», в конце концов он уступил давлению публики. Дорожка, чуть более 200 метров, была разделена на две параллельные, так что Вестон и О’Лири никогда не шли бок о бок. Вестон шёл по внутренней дорожке (7 кругов на милю) и О’Лири по внешней (6 кругов на милю).
Наконец, после 142 часов работы, Великая Битва закончилась. О’Лири вышел победителем с 810 км (503⅓ мили) против 726,7 (451 4/7 мили) у его конкурента, что дало ему повод провозгласить себя «чемпионом мира».
Матч-реванш начался 2 апреля 1877 года в Лондоне. Мероприятие состоялось в Холле Сельского хозяйства и в течение шести дней было продано более 70 000 билетов. Победителем снова стал О’Лири, на этот раз пройдено в общей сложности 836,4 км (почти 520 миль) против 820,7 (510 миль) Вестона.

### Пояс Эстли
Это заинтересовало сэра Джона Дагдейла Эстли, известного спортсмена (бывшего спринтера) и члена британского парламента. Так как О’Лири продолжал провозглашать себя чемпионом мира, хотя он победил только Вестона, было принято решение организовать истинный чемпионат мира, объединяющий лучших спортсменов по обе стороны Атлантики. Кроме того, учитывая, что судейство по правилу «heel and toe» (с пятки на носок) вызывало некоторые проблемы — стиль Вестона считался несколько сомнительным — Эстли решил, что соревнование будет проходить по правилу «идти как вам нравится», которое позволяет спортсменам бежать. В 1878 году он создал серию международных 6-дневных пробегов, чтобы определить «Чемпиона мира на длинной дистанции». Они стали известны как пробеги, в которых конкуренты боролись за Пояс Эстли (Astley Belt) и получали большие денежные призы.
О’Лири выиграл первые два. Чарльз Роуэлл сорвал его стремление к трём подряд победам. Вестон выиграл четвёртый, установив рекорд 550 миль и Роуэлл выиграл финальный сверхмарафон.
|     | Дата           | Спортсмен                                 | Результат (миль) (км) Время | Стартовало | Призы               | Место                    |
| --- | -------------- | ----------------------------------------- | --------------------------- | ---------- | ------------------- | ------------------------ |
| I   | 18—23.3.1878   | Даниэль О’Лири                            | 520 5д+19:                  | 18         |                     | Холл Сельского хозяйства |
| I   | 18—23.3.1878   | Гарри Воган                               | 500                         | 18         |                     | Холл Сельского хозяйства |
| I   | 18—23.3.1878   | Генри «Блауэр» Браун                      | 474                         | 18         |                     | Холл Сельского хозяйства |
| I   | 18—23.3.1878   | (остальные не финишировали)               |                             | 18         |                     | Холл Сельского хозяйства |
| II  | 30.9—5.10.1878 | 1. Даниэль О’Лири 2. Говард Хьюз          | 403 310                     | 2          | $10 000             | Гилмор Гарден            |
| III | 10—15.3.1879   | Чарльз Роуэлл                             | 500 5д+20:                  | 4          | $20 000             | Гилмор Гарден            |
| III | 10—15.3.1879   | Джон Эннис                                | 474 5д+21:45                | 4          | $11 800             | Гилмор Гарден            |
| III | 10—15.3.1879   | Чарльз Е. Гарриман                        | 450 6д                      | 4          | $8 200              | Гилмор Гарден            |
| III | 10—15.3.1879   | Даниэль О’Лири                            | 215                         | 4          |                     | Гилмор Гарден            |
| IV  | 16—21.6.1879   | Эдвард П. Вестон                          | 550 (885 км) 5д+21:44       | 4          | $8 000              | Холл Сельского хозяйства |
| IV  | 16—21.6.1879   | Генри «Блауэр» Браун                      | 452                         | 4          | $8 000              | Холл Сельского хозяйства |
| IV  | 16—21.6.1879   | Джон Эннис                                | 180                         | 4          | $8 000              | Холл Сельского хозяйства |
| IV  | 16—21.6.1879   | Вильям А. Хардинг                         | 147                         | 4          | $8 000              | Холл Сельского хозяйства |
| V   | 22—27.9.1879   | Чарльз Роуэлл                             | 530 5д+22:48                | 13         | $30 000             | Гилмор Гарден            |
| V   | 22—27.9.1879   | Сэмуэль Меррит                            | 515                         | 13         | $56 000 (остальным) | Гилмор Гарден            |
| V   | 22—27.9.1879   | Джордж Хазэл                              | 500                         | 13         | $56 000 (остальным) | Гилмор Гарден            |
| V   | 22—27.9.1879   | Фрэнк Харт                                | 482                         | 13         | $56 000 (остальным) | Гилмор Гарден            |
| V   | 22—27.9.1879   | Джордж Гийон                              | 471                         | 13         | $56 000 (остальным) | Гилмор Гарден            |
| V   | 22—27.9.1879   | Эдвард П. Вестон                          | 455                         | 13         | $56 000 (остальным) | Гилмор Гарден            |
| V   | 22—27.9.1879   | Джон Эннис                                | 450                         | 13         | $56 000 (остальным) | Гилмор Гарден            |
| V   | 22—27.9.1879   | Фредерик Кроне                            | 450                         | 13         | $56 000 (остальным) | Гилмор Гарден            |
| V   | 22—27.9.1879   | Тейлор                                    | 250                         | 13         | $56 000 (остальным) | Гилмор Гарден            |
| V   | 22—27.9.1879   | Питер Пенчот, Джексон, Федермайер, Датчер |                             | 13         | $56 000 (остальным) | Гилмор Гарден            |

Два лучших бегуна: американец Эдвард Пейсон Вестон, который пробежал 550 миль (885 км) в июле 1879, и англичанин Чарльз Роуэлл, в феврале 1882 пробежавший по ходу 6-дневного бега с мировыми рекордами: 100 миль (13:26), 24 часа (150 миль/241 км) и 48 часов (258 миль/415 км). Его 58:17.06 на 300 миль не побил даже Курос.
Это привело к фактическому исчезновению 6-дневной ходьбы, так как, хотя соревнования продолжали называть 6-дневной ходьбой, очень немногие придерживались правила «с пятки на носок».

#### Пояс Эстли Челлендж
С апреля 1882 по ноябрь 1884 в Бирмингеме, Шеффилде и Лондоне состоялось 5 Пояс Эстли Челлендж (Astley Challenge Belt) по версии «12 часов в день, 72 в неделю» Пояса Эстли (Long-Distance Astley Belt).
|     | Дата          | Спортсмен                         | Результат | Стартовало | Призы | Место     |
| --- | ------------- | --------------------------------- | --------- | ---------- | ----- | --------- |
| I   | 24—29.4.1882  | (не финишировал): Джордж Литтлвуд | 122 мили  |            |       | Шеффилд   |
| II  | 25—30.9.1882  | 1 Джордж Литтлвуд                 | 415 миль  |            |       | Бирмингем |
| III | 25—30.12.1882 | ##. Джордж Литтлвуд               | 370 миль  |            |       | Шеффилд   |
| IV  | 24—29.12.1883 | 1. Джордж Литтлвуд                | 366 миль  |            |       | Шеффилд   |
| V   | 29—29.11.1884 | 1. Джордж Литтлвуд                | 405 миль  |            |       | Лондон    |

### Чемпионат мира 1879
В мае 1879 года в Гилмор Гарден в Нью-Йорке, был проведен, названный так организаторами, «Шестидневный Чемпионат мира». Чтобы отличать от «Пояса Эстли», чемпионата мира в стиле «идти как вам нравится», бывшему там же два месяца назад, было установлено, что правила этого чемпионата будут типичными старыми «с пятки на носок»: «бег не разрешен». Поэтому соревнование было по ходьбе. По правилам соревнований участник должен был заплатить $100 при регистрации. Если он превышал 425 миль, эти $100 ему возвращались. И ещё 50, если он превышал 450. Кроме того, победитель получал приз в размере $1000, второй 750, третий 500 и четвёртый 250. Также победитель получал пояс, подтверждающий его звание чемпиона мира и который, по словам организаторов, стоил ещё $1000.

#### Участники
Зарегистрировались 16 скороходов. Каждому участнику предоставлялясь персональное место для отдыха и обслуживания в зоне, свободной от дыма сигар зрителей. В каждом, которое было отделено от смежных толстым брезентом, были кровать и необходимые условия для гигиены. Питание скороходы готовили самостоятельно. Главный судья был Уильям Б. Кертис. Другие судьи были членами Harlem Athletic Club. Заход начался в 00:05 часов 5 мая в присутствии 1500 зрителей.

#### Результаты
| М. | Страна, город             | Спортсмен              | 24 ч | 48 ч | 72 ч | 96 ч | Мили | Км      |
| -- | ------------------------- | ---------------------- | ---- | ---- | ---- | ---- | ---- | ------- |
| 1  | Чикаго                    | Джордж Гийон           | 105  | 187  | 267  | 345  | 480¼ | 772,890 |
| 2  | Соединённые Штаты Америки | Фредерик Кроне         | 91   | 172  | 254  | 335  | 461  | 742     |
| 3  | Хобокен                   | Джон П. Колстон        | 82   | 150  | 226  | 300  | 452⅕ | 727,5   |
| 4  | Ньюарк                    | Чарльз Фабер           | 100  | 178  | 250  | 314  | 450⅛ | 724,6   |
| 5  | Чикаго                    | Бен Курран             | 80   | 159  | 224  | 296  | 438¼ | 705,1   |
| 6  | Бриджпорт                 | Питер Наполеон Кампана | 86   | 165  | 236  | 292  | 401⅓ | 645,8   |
| 7  | Чикаго                    | В. Х. Дэвис            | 60   | 102  | 152  | 188  | 225  | 362,1   |
| 8  | Уилкс-Барре               | Калеб Вашингтон        | 93,5 | 161  | 213  |      |      |         |
| 9  | Бельгия                   | Дж. Ранд Кент          | 75   | 142  | 211  |      |      |         |
| 10 | Лондон                    | К. Ф. Форрестер        | 67,5 | 118  |      |      |      |         |
| 11 | Буффало                   | А. Дж. Бирн            | 95   | 104  |      |      |      |         |
| 12 |                           | Фред Уранн             | 78   |      |      |      |      |         |
| 13 | Лондон                    | Джон Коттон            | 60   |      |      |      |      |         |
| 14 | Коннектикут               | Т. К. Старк            | 52   |      |      |      |      |         |

- Джозеф Гиббс (Торонто) и Томас Ноден (Бруклин) не явились на старт.

### Женщины
Один из первых женских матчей в январе 1876 выиграла Мэри Маршалл (Чикаго) — 234 мили. Реванш в ноябре в Нью-Йорке выиграла Берта ван Хиллерн — 323,5 мили. В 1879 году результат улучшила до 372 миль (599 км) Берта фон Берг.
Чемпионат мира по 6-суточному бегу среди женщин прошёл 6—11.5.1880 в Сан-Франциско. Разыгрывались золотой, серебряный и бронзовый пояса. С мировым рекордом 658,451 км (95 миль за первые 24 часа) чемпионкой стала 18-летняя Эми Говард (Нью-Йорк), вторая Сара Тобиас тоже прошла больше 400 миль. Призы:
1-е место —$1000, 2-—$750.

### Рекорды скороходов
В 1880 году Фред Хитчборн установил новый рекорд 565 миль, заработав $17 000, в то время целое состояние.

#### Вехи
- 500 миль (804,5 км)  Эдвард П. Вестон[англ.] 5д+23:38[2] декабрь 1874 Ньюарк, Washington St. Rink
- 550 миль (885,239 км)  Эдвард П. Вестон[англ.] 5д+21:44 16—21.6.1879 Ислингтон
- 600 миль (965,811 км)  Джордж Хазэл 27.2—4.3.1882 Нью-Йорк
- 1000,613 км (621,75 мили)  Джеймс «Кэткарт» Альберт 6—11.2.1888 Нью-Йорк

#### Последние мировые рекорды скороходов
|           | Мужчины                       | Мужчины                 | Мужчины                                                     | Мужчины          | Женщины                 | Женщины      | Женщины                   |
| Результат | Спортсмен                     | Место и дата            | Побит                                                       | Результат        | Спортсменка             | Место и дата |                           |
| --------- | ----------------------------- | ----------------------- | ----------------------------------------------------------- | ---------------- | ----------------------- | ------------ | ------------------------- |
| Бег       | 623? мили/1003,832 км 5д+5:34 | Шеффилд Джордж Литтлвуд | Нью-Йорк 26.11—1.12.1888                                    | В 1984 (96 лет)  | 410,251 миль/658,451 км | Эми Говард   | Сан-Франциско 6—11.5.1880 |
| Ходьба    | 531 миля/855,180 км           | Джордж Литтлвуд         | Шеффилд, Norfolk Drill Hall (13 кругов на милю) 6—11.3.1882 | Не побит до 2014 |                         |              |                           |

### Упадок
К началу 1890-х годов, общественный энтузиазм к таким событиям переключился на велогонки, и увлечение 6-дневным бегом пришло к концу.

#### Последние высокие результаты скороходов
Питер Голден (США) в 1899 установил «мировой рекорд» для 88-ярдовой дорожки (20 кругов на милю) 352,5 мили.
Ирландский американец Пат Кавано (Pat Cavanaugh) в 1901 вместе с Питером Хагельманом набрал в 6-суточной эстафете мировой рекорд 770,5 миль (1240 км). На следующий год он показал 532,125 мили (856 км). Последний высокий результат на 80 лет.

## Настоящее
В 1980 году почтальон Дон Чой из Сан-Франциско организовал первый современный 6-дневный бег на стадионе в Вудсайд (Калифорния). В последнее время среди многодневных пробегов можно выделить австралийский Колак (1983-2005), в 2004 переименованный в «6-дневный бег Клиффа Янга».
Марафонская команда Шри Чинмоя проводит ежегодно в США 6- и 10-дневные пробеги.

### Вехи
- 812,800 км  Майк Ньютон 8—14.11.1981 Ноттингем
- 927,600 км  Том О’Рэйли 22—28.8.1982 Ноттингем
- 1022,060 км  Янис Курос 2—8.7.1984 Нью-Йорк

### СССР/СНГ
Первый и последний в СССР шестисуточный бег 26 октября — 1 ноября 1991 года в Одессе с «вечными» рекордами СССР выиграли Рустем Гиниатуллин (Казань) — 838,4 (836,6) и Лидия Иванова (Первоуральск) — 506,8 (505,6). 2 место и рекорд Украины у Анатолия Федорченко (Полтава) — 826,4 (826,8). В 1992 году выиграл Дымбрыл Жамсаранов (Иваново) — 862,9 (рекорд России). После 1997 года шестисуточный бег в Одессе (и на территории СНГ) не проводится.

### 6-дневная ходьба сегодня

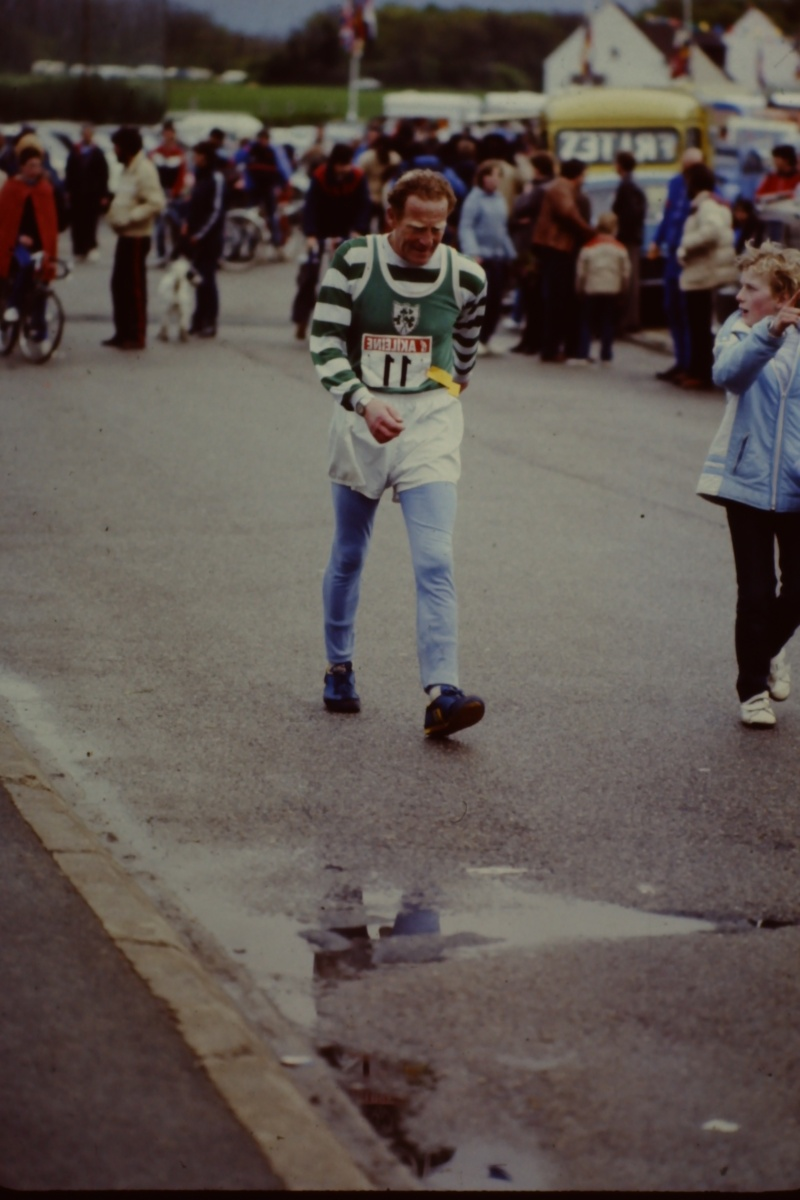
Мировой рекордсмен в 6-дневной ходьбе Джон Даулинг (Ирландия) — 741,212 км

В последнее время 6-дневный бег проходит в различных странах. 6-дневная ходьба проводилась только в Колаке (Австралия), Ноттингеме (Великобритания), Антибе (Франция) и в Претории (Южная Африка).
6-дневная ходьба в Ноттингеме была только в 1983 году и её выиграл Джон Даулинг (Ирландия), который установил «современный» мировой рекорд 741,212 км.
6-дневный бег Колака, основанный в 1984 году, принимал ходоков с 1996 по 2005 год. Самый высокий результат, достигнутый ходоком, показал в 1999 году новозеландец Джеральд Мандерсон — 622,000 км. В 2004 году австралийка Дебора ДеУильямс установила женский мировой рекорд 448,170 км.

#### 6 дней Антиба
В 2009—2012 6-дневная ходьба с квалификационными нормативами была в Антибе (Франция).
| Дата          | Мужчины            | Результат  | Женщины         | Результат      |
| ------------- | ------------------ | ---------- | --------------- | -------------- |
| 7.6—13.6.2009 | Бернардо Хосе Мора | 637,230 км | Никласс Симоне  | 228,009 км     |
| 6.6—12.6.2010 | Ален Грасси        | 701,892 км | Жозиан Паньер   | 473,972 км WR* |
| 5.6—11.6.2011 | Доминик Наумович   | 665,225 км | Николета Мизера | 616,025 км WR  |
| 3.6—9.6.2012  | Бернардо Хосе Мора | 581,182 км | Мартина Хаусман | 552,498 км     |

В 2013 году мероприятие переехало в соседний город Ле Люк, победители Хосе Бернардо Мора и Сильвиана Варин.
26.12.2012—1.1.2013 первые 6 дней Южной Африки, с раздельным зачётом бегунов и ходоков, состоялись в Претории.

### Рекорды

#### Мировые рекорды
Несколько рекордов по шоссе установила «Дипали» Кэтрин Кэннингэм в Нью-Йорке:
| Дата          | Результат (миль) (км) | Примечания                   |
| ------------- | --------------------- | ---------------------------- |
| 3—9.5.1998    | 504 мили (811,109 км) | в условиях высокой влажности |
| 22—28.4.2001  | 510 миль (820,765км)  |                              |
| 26.4—2.5.2009 | 825,593 км            |                              |

Жан-Жиль Буссикэ (Франция) в 1992 пробежал в Ля Рошели 1034,200 км.
С 1 января 2022 года ИАЮ прекращает регистрацию мировых рекордов в 6-суточнои беге.

#### Рекорд Джона Даулинга: 741,212 км
Ирландец Джон Даулинг установил мировой рекорд современности в 6-дневной ходьбе во время захода, проведенного в Ноттингеме на стадионе 31.7—6.8.1983 года.
|               | Мужчины     | Мужчины                  | Мужчины                 | Женщины     | Женщины                         | Женщины                       |
| Результат     | Спортсмен   | Место                    | Результат               | Спортсменка | Место                           |                               |
| ------------- | ----------- | ------------------------ | ----------------------- | ----------- | ------------------------------- | ----------------------------- |
| Мира (Бег)    | 1036,851 км | Янис Курос               | Колак 20.11—26.11.2005  | 883,631 км  | Сандра Барвик                   | Кемпбеллтаун 18.11—24.11.1990 |
| Мира (Ходьба) | 741,212 км  | Джон Даулинг             | Ноттингем 31.7—6.8.1983 | 616,025 км  | Николета Мизера                 | Антиб 5.6—11.6.2011           |
| России        | 877,4351 км | Люберцы Александр Глебов | Одесса 18—24.10.1993    | 672,705 км  | «Джайяшалини» Ольга Абрамовских | Нью-Йорк 22—28.4.2011         |

## Известные спортсмены

### Известные скороходы
- Эдвард Пейсон Вестон[англ.]
- Даниэль О’Лири
- Чарльз Роуэлл[англ.]
- Фред Хичборн
- Джордж Литтлвуд[англ.]
- Роберт Барклай Аллардис[англ.]

### Известные бегуны
- «Ашприанал» Пекка Аалто
- «Шупраба» Бэкйорд
- Сандра Барвик
- Дон Чой[фр.]
- «Дипали» Кэтрин Кэннингэм[англ.]
- Янис Курос
- Стью Миттльман[англ.], рекордсмен США в 6-суточном беге (578 миль)
- Вольфганг Шверк
- Вильям Сихель[англ.], мировой #1 в 6-суточном беге в 2009 году, рекордсмен мира (M55)

## Известные 6-суточные пробеги
- 6-суточный бег, Антиб[англ.]
- Across The Years[англ.]
- Athens International Ultramarathon Festival[англ.]
- 6-суточный бег Клиффа Янга[англ.] (не проводится с 2006 года[14])
- 6-суточный бег Джорджа Эрчера[англ.]
- 6 и 10 дней самопревосхождения